# Sacha Briquet
Pour les articles homonymes, voir Briquet (homonymie).
Alexandre Briquet, dit Sacha Briquet, est un acteur français né le 16 avril 1930 à Neuilly-sur-Seine (Hauts-de-Seine) et mort le 6 juillet 2010 à Deauville (Calvados).

## Biographie
Il joua notamment le personnage d'Albert Travling dans l'émission télévisée enfantine L'Île aux enfants. Il a signé un livre de souvenirs, Comédien, pourquoi pas ?  aux éditions AJ en 1974.
Il fut un ami très proche de Marlène Dietrich jusqu'à la fin de la vie de l'actrice.

## Théâtre
- 1952 : Maître Bolbec et son mari de Georges Berr et Louis Verneuil (tournée)
- 1954 : Treize à table de Marc-Gilbert Sauvajon, Comédie Wagram
- 1955 : La Machine à coudre, Comédie Wagram
- 1957 : L'Équipage au complet de Robert Mallet, mise en scène Henri Soubeyran, Comédie de Paris
- 1957 : Satire en trois temps, quatre mouvements de Robert Mallet, mise en scène Jean Négroni, Comédie de Paris
- 1957 : Les Pigeons de Venise d'Albert Husson, mise en scène Louis Ducreux, théâtre des Célestins, théâtre Michel
- 1959 : Amour, délices et or de Marcelle Berquier-Marinier, Petit Théâtre de Paris
- 1961 : Niki-Nikou de Jacques Bernard, mise en scène Christian-Gérard, Théâtre de la Potinière
- 1962 : Les Cailloux de Félicien Marceau, mise en scène André Barsacq, théâtre de l'Atelier
- 1962 : L'Idée d'Élodie de Michel André, mise en scène Jean Le Poulain, théâtre Michel
- 1971 : Folle Amanda de Pierre Barillet et Jean-Pierre Grédy, mise en scène Jacques Charon, théâtre des Bouffes-Parisiens
- 1974 : La Chasse au dahut de Franck Hamon, mise en scène Nicole Anouilh, théâtre de l'Athénée
- 1974 : Les Aventures de Tom Jones de Jean Marsan et Jacques Debronckart d'après Henry Fielding, mise en scène René Clermont, théâtre de Paris
- 1977 : Une femme presque fidèle de Jacques Bernard, mise en scène Claude Brosset, Élysée-Montmartre
- 1985 : Les Mousquetaires au couvent de Louis Varney, mise en scène Robert Fortune, Opéra de Lille
- 1989 : Un chapeau de paille d'Italie d'Eugène Labiche et Marc-Michel, mise en scène Jean-Paul Lucet, théâtre des Célestins
- 1992 : La Puce à l'oreille de Georges Feydeau, mise en scène Jean-Claude Brialy, théâtre de la Michodière

## Filmographie sélective

### Cinéma

#### Longs métrages
- 1950 : Lady Paname de Henri Jeanson (non crédité)
- 1950 : Sous le ciel de Paris de Julien Duvivier (non crédité)
- 1950 : Demain nous divorçons de Louis Cuny
- 1955 : La Tour de Nesle de Abel Gance
- 1956 : Printemps à Paris de Jean-Claude Roy
- 1956 : Pas de pitié pour les caves de Henri Lepage : Gégène
- 1957 : Miss Pigalle de Maurice Cam
- 1957 : Mademoiselle et son gang de  Jean Boyer : Émile le serveur
- 1957 : Sénéchal le magnifique de  Jean Boyer : le représentant en télévisions
- 1958 : L'Increvable de Jean Boyer
- 1958 : Premier mai de Luis Saslavsky : un inspecteur
- 1958 : La Marraine de Charley de Pierre Chevalier : Jacques, un ami de Charley
- 1958 : Un témoin dans la ville de Édouard Molinaro : un jeune homme éméché
- 1959 : Énigme aux Folies-Bergère de Jean Mitry
- 1959 : Archimède le clochard de Gilles Grangier : Jean-Loup « l'anglais »
- 1959 : Sans tambour ni trompette de Helmut Käutner
- 1959 : Les Bonnes Femmes de Claude Chabrol : Henri, le fiancé de Rita
- 1960 : Merci Natercia de Pierre Kast : Jacques
- 1961 : Amélie ou le temps d'aimer de Michel Drach : Hubert
- 1961 : Le Gigolo de Jacques Deray : l'homme au bar
- 1960 : Les Godelureaux de Claude Chabrol : Henri le fiancé
- 1961 : Le Caporal épinglé de Jean Renoir : L'évadé grimé en vieille femme
- 1962 : Les Livreurs de Jean Girault
- 1962 : Match contre la mort de Claude Bernard-Aubert
- 1962 : Ophélia de Claude Chabrol: le fossoyeur
- 1962 : Landru de Claude Chabrol : le substitut
- 1963 : Les Plus Belles Escroqueries du monde, sketch L'Homme qui vendit la tour Eiffel de Claude Chabrol
- 1964 : Un monsieur de compagnie de Philippe de Broca : Le fondé de pouvoir
- 1964 : Les Pieds nickelés de Jean-Claude Chambon
- 1967 : Benjamin ou les Mémoires d'un puceau de Michel Deville : Célestin
- 1967  : J'ai tué Raspoutine de Robert Hossein : Tamarine
- 1968 : Ne jouez pas avec les Martiens de Henri Lanoë : un martien
- 1968 : L'Écume des jours de Charles Belmont
- 1973 : Les Confidences érotiques d'un lit trop accueillant de Michel Lemoine : Robert, le client
- 1973 : Le Concierge de Jean Girault : Le vendeur de meubles
- 1973 : Le Polygame de Norbert Terry : L'inspecteur
- 1974 : La Gueule de l'emploi de Jacques Rouland : L'homme important
- 1974 : Gross Paris de Gilles Grangier
- 1977 : Le Portrait de Dorian Gray de Pierre Boutron : Hamlet
- 1977 : Le Paradis des riches de Paul Barge : le commerçant
- 1980 : Les Surdoués de la première compagnie de Michel Gérard : le restaurateur
- 1983 : Prénom Carmen de Jean-Luc Godard
- 1984 : Ave Maria de Jacques Richard : Le juge
- 1984 : La Vengeance du serpent à plumes de Gérard Oury : Le concierge de l'hôtel
- 1986 : Suivez mon regard de Jean Curtelin : Le boulanger
- 1987 : Hôtel du Paradis de Jana Boková : Georges
- 1987 : Funny Boy de Christian Le Hémonet : Norman
- 1989 : Un week-end sur deux de Nicole Garcia : Albert le maître d'hôtel
- 1991 : SAS : L'Œil de la veuve de Andrew V. McLaglen
- 1992 : L'Accompagnatrice de Claude Miller : le dignitaire
- 1994 : Le Fils de Gascogne de Pascal Aubier
- 1995 :  Le Roi de Paris de Dominique Maillet : Roquépine
- 1995 : Pédale douce de Gabriel Aghion : Emilio
- 1998 : Belle-maman de Gabriel Aghion : l'agent immobilier
- 1999 : Monsieur Naphtali de Olivier Schatzky : Directeur de la maison de repos
- 2002 : Ma femme… s'appelle Maurice de Jean-Marie Poiré : Le concierge de Georges
- 2005 : Les Irréductibles de Renaud Bertrand : le maire
- 2010 : Nous trois de Renaud Bertrand : le grand-père

#### Courts métrages
- 1984 : Lift show de Christian Le Hémonet
- 1985 : Blockhaus U.S.A de Christian Le Hémonet

### Télévision
- 1962 : L'inspecteur Leclerc enquête, épisode : Haute Fidélité de Guy Lefranc
- 1967 : Salle n° 8
- 1970 : Les Saintes chéries de Jean Becker, épisode Ève et son premier client
- 1970 : Les Saintes chéries de Jean Becker et Nicole de Buron, épisode Ève réussit
- 1974 : Au théâtre ce soir : Folle Amanda de Pierre Barillet et Jean-Pierre Grédy, mise en scène Jacques Charon, réalisation Georges Folgoas, théâtre Marigny
- 1974-1982 : L'Île aux enfants : Albert Travling
- 1976 : Les Cinq Dernières Minutes, épisode Les Petits d'une autre planète de Claude Loursais : Louis Voizard
- 1976 : Au théâtre ce soir : Une femme presque fidèle de Jacques Bernard, mise en scène Jacques Mauclair, réalisation Pierre Sabbagh, théâtre Édouard VII
- 1977 : Au théâtre ce soir : La Fessée de Jean de Létraz, mise en scène Jacques Mauclair, réalisation Pierre Sabbagh, théâtre Marigny ;
- 1977 : Chantecler d'Edmond Rostand, mise en scène Jean-Christophe Averty
- 1978 : Messieurs les ronds-de-cuir de Daniel Ceccaldi
- 1977 : Les Folies Offenbach, épisode Le Train des cabots de Michel Boisrond
- 1980 : Arsène Lupin joue et perd d'Alexandre Astruc
- 1983 : L'Homme de la nuit de Juan Luis Buñuel : Hartmann
- 1983 : Les Nouvelles Brigades du Tigre de Victor Vicas, épisode Lacs et entrelacs de Victor Vicas : Robert
- 1984 : L'Amour en héritage de Douglas Hickox et Kevin Connor
- 1988 : L'Argent de Jacques Rouffio
- 1989 : À corps et à cris de Josée Dayan
- 1992 : Maguy (1 épisode : "Princesse oblige")
- 1994 : Les Cordier juge et flic
- 1994 : Eugénie Grandet de Jean-Daniel Verhaeghe
- 1995 : Avocat d'office (1 épisode)
- 1996 : Mira la magnifique de Agnès Delarive
- 1998 : Les Filles de Vincennes de Thierry Binisti
- 1999 : Maigret : Madame Quatre et ses enfants
- 2003 : Boulevard du Palais : Le récidiviste de Renaud Bertrand
- 2004 : La Nourrice de Renaud Bertrand
- 2006 : La Reine Sylvie de Renaud Bertrand